# Abstraction-Création
Abstraction-Création (en francès, equivalent en català a Abstracció-Creació), va ser una associació d'artistes abstractes que es va formar a París en 1931 per contrarestar la influència del poderós grup surrealista liderat per André Breton. Va ser un de tants grups artístics que es van formar d'artistes abstractes en la dècada de 1930, com Cercle et carré (cercle i quadrat).
Els fundadors van ser Auguste Herbin, Jean Hélion i Georges Vantongerloo els qui van formar el grup per fomentar l'art abstracte després que la tendència es tornés cap a la representació en els anys 1920. Van assumir els plantejaments teòrics del concretisme de Theo van Doesburg. Va arribar a tenir més de 400 associats de les més diverses nacionalitats i tendències dins de l'art abstracte: Naum Gabo, Antoine Pevsner. Piet Mondrian, Vasili Kandinsky, El Lissitzky, Luigi Veronesi i Frank Kupka.
Des de 1932 fins a 1936 van publicar Abstraction-création: Art non-figuratif, i van celebrar exposicions d'art per tot Europa. Era un grup no prescriptiu d'artistes, els ideals i pràctiques dels quals van variar àmpliament d'un a altres. Entre les persones involucrades amb aquest grup i la seva publicació, cal esmentar a Piet Mondrian, Jean Arp, Luigi Veronesi, Marlow Moss, Barbara Hepworth, Ben Nicholson, Kurt Schwitters, Wassily Kandinsky, Tarō Okamoto, Paule Vezelay, Bart van der Leck, León Tutundjian o John Wardell Power.
El periòdic va ser reeditat per Arno Press, Nova York, el 1968.